# Майборода, Роман Георгиевич
Роман Георгиевич Ма́йборода (28 августа 1943 — 4 сентября 2018) —  советский и украинский певец (баритон).

## Биография
Родился 28 августа 1943 года в селе Кирияковка (ныне Глобинский райолн, Полтавская область, Украина) в семье композитора Г. И. Майбороды.
Окончил КГК имени П. И. Чайковского в 1971 году (класс Т. Михайловой).
С 1971 года — солист КУГАТОБ имени Т. Г. Шевченко.
С 1988 года — преподаватель КГК имени П. Чайковского (с 2011 — доцент). Среди его воспитанников — народный артист Украины Сергей Авдеев.
Лауреат Всесоюзного конкурса вокалистов имени Глинки в Вильнюсе (1971, II премия), Международного конкурса в Тулузе (1974, III премия), гран-при и золотая медаль Международного конкурса молодых оперных певцов (София, 1976). Успешно пел в операх Верди в Риге, Таллине и Варшаве, в сезоны 2000—2001 годов был приглашён в Мадридскую Королевскую оперу. Ушёл со сцены в 2012 году.
Умер 4 сентября 2018 года.

## Награды и премии
- Народный артист Украинской ССР (1989)
- Национальная премия Украины имени Тараса Шевченко (2002) — за вокальные партии в оперных спектаклях
- Орден «За заслуги» ІІІ степени (2013)[3]